# Estadio Georgios Kamaras
El Estadio Georgios Kamaras anteriormente Estadio Rizoupoli es un estadio de fútbol ubicado en la ciudad de Atenas, Grecia. La construcción del estadio inició en septiembre de 2009 y su inauguración oficial ocurrió el 23 de noviembre de 2010. El recinto posee una capacidad para 14 200 espectadores. Fue utilizado por Olympiacos durante aproximadamente 2 años (2002-2004) como terreno de casa, debido a la construcción de su nuevo Estadio Karaiskaki. En 2005 el estadio paso a llamarse Georgios Kamaras, en honor a un antiguo jugador de Apollon.
El estadio es utilizado por el club de fútbol Apollon Smyrnis de la Superliga de Grecia.